# Simon Golja
Simon Golja, tolminski kmet, * okoli leta 1620, Kneža, 18. november 1711, (?).
Bil je trikrat poročen. V prvem zakonu se je rodil en, v drugem trije, v tretjem pa devet otrok, med njimi sta bila tudi sinova: duhovnik Štefan Golja in kmečki upornik Andrej Golja. Simon Rutar v knjigi Zgodovina Tolminskega piše, da je Golja nagovarjal ljudi proti grofu in se z nekaterimi somišljeniki podal na Dunaj k cesarju Leopoldu, da bi se pritožil zoper stiske in krivice, ki jih trpijo grofovi podložniki. Vlada je nekatere od teh poslancev zaprla in jih poslala na prisilno delo, Golja pa je z nekaterimi drugimi ušel. Ker ga ni bilo več domov, so mu premoženje zaplenili. Vseskozi se vzdržuje trditev, da je bil Golja vodja tolminskega upora leta 1713. Iz matičnih knjig in izjav sina Štefana pa je razvidno, da je umrl pred začetkom upora. Verjetno je ljudi le nagovarjal k uporu. Literarno je upodobljen v Pregljevi knjigi Štefan Golja in njegovi. Odlična upodobitev Šimena Golje in njegovih puntarskih začetkov je tudi v delu Frana Levstika Iskra pod pepelom.